# Гонсалес Бакеро, Себастьян
Себастья́н Гонса́лес Баке́ро (исп. Sebastián González Baquero; род. 6 июня 2003, Испания) — эквадорский футболист, опорный полузащитник клуба ЛДУ Кито.

## Клубная карьера
Гонсалес Бакеро — воспитанник клуба ЛДУ Кито. В 2020 году Серхио на правах аренды для получения игровой практики выступал за «Ателтико Кин». После окончания аренды игрок вернулся обратно. 17 июля в матче 2021 года в матче против «Текнико Университарио» он дебютировал в эквадорской Лиге Про. 26 сентября в поединке против «Манта» Серхио забил свой первый гол за ЛДУ Кито. В том же году он завоевал Суперкубок Эквадора.

## Достижения
ЛДУ Кито
- Обладатель Суперкубка Эквадора: 2021